# Nebulifera robusta
Nebulifera robusta är en ödleart som beskrevs av  George Albert Boulenger 1885. Nebulifera robusta ingår i släktet Nebulifera och familjen geckoödlor. Inga underarter finns listade i Catalogue of Life.
Denna ödla förekommer i östra Australien i delstaterna Queensland och New South Wales. Den vistas i torra skogar med hårdbladsväxter. Individerna gömmer sig i lövskiktet och mellan stenar. Ibland besöks samhällen med mursprickor.
Kanske påverkas beståndet regionalt när gamla träd fälls. Hur populationen påverkas av introducerade geckoödlor av släktet Hemidactylus är oklar. Antagligen har arten bra anpassningsförmåga. Den listas av IUCN som livskraftig (LC).